# Ad Wolgast
Ad Wolgast (* 8. Februar 1888 in Cadillac, Michigan, USA als  	Adolphus Wolgast; † 14. April 1955 in Camarillo, Kalifornien, USA) war ein US-amerikanischer Boxer und vom Februar 1910 bis November 1912 Weltmeister im Leichtgewicht. Er war der ältere Bruder von Johnny Wolgast und Alfred Hugo Wolgast, beide ebenfalls Boxer.